# Bauru Airport
Bauru Airport (portugisiska: Aeroporto de Bauru) är en flygplats i Brasilien.   Den ligger i kommunen Bauru och delstaten São Paulo, i den södra delen av landet, 700 km söder om huvudstaden Brasília. Bauru Airport ligger 617 meter över havet.
Terrängen runt Bauru Airport är huvudsakligen platt. Bauru Airport ligger uppe på en höjd. Runt Bauru Airport är det tätbefolkat, med 591 invånare per kvadratkilometer.. Närmaste större samhälle är Bauru, 3,4 km norr om Bauru Airport.
Runt Bauru Airport är det i huvudsak tätbebyggt.